# Fricativa glottidale sorda
La fricativa glottidale sorda o fricativa glottale sorda, detta anche acca, è un tipo di suono usato in alcune lingue parlate che si comporta spesso come una consonante, ma talvolta è più simile ad una vocale, o è indeterminato nel suo comportamento. Il simbolo nell'alfabeto fonetico internazionale che rappresenta questo suono è h, e il simbolo equivalente X-SAMPA è h. Il simbolo in questione rappresenta dunque un'H/h latina.
Le persone che mancano di questo suono nella loro lingua nativa hanno spesso difficoltà quando tentano di produrlo - in particolare, i parlanti del francese.
Anche se [h] è stata descritta come una vocale sorda, perché in molte lingue non possiede il luogo e il modo di articolazione di una consonante tipica, esso non ha neanche l'altezza e la posizione di una vocale tipica:

## Caratteristiche
La consonante fricativa glottidale sorda presenta le seguenti caratteristiche:
- In alcune lingue, ha il modo di articolazione ristretto di una fricativa. Tuttavia, in molte lingue se non nella maggior parte è uno stato di transizione della glottide, senza alcun modo di articolazione diverso dal suo tipo di fonazione. Poiché non esiste alcun'altra restrizione che produca frizioni del tratto vocale nelle lingue con cui hanno familiarità, molti fonetisti non considerano più [h] come una fricativa. Tuttavia, il termine "fricativa" è generalmente mantenuto per ragioni storiche.
- Può avere un luogo di articolazione glottidale. Tuttavia, può non avere alcuna articolazione fricativa, nel qual caso il termine "glottidale" si riferisce solo alla natura della sua fonazione, e non descrive l'ubicazione del restringimento né la turbolenza. Tutte le consonanti eccetto le glottidali, e tutte le vocali, hanno un luogo di articolazione individuale in aggiunta allo stato della glottide. Come con tutte le altre consonanti, le vocali circostanti ne influenzano la pronuncia, e [h] è stata talvolta presentata come una vocale sorda, avendo il luogo di articolazione delle vocali circostanti di questo tipo.
- Il suo tipo di fonazione è sordo, il che significa che l'aria passa attraverso le corde vocali senza farle vibrare.
- È una consonante orale, il che significa che l'aria si fa uscire attraverso la bocca.
- Poiché è pronunciata nella gola, senza una componente della bocca, la dicotomia centrale/laterale non si applica.
- Il meccanismo con cui si forma il flusso d'aria è egressivo polmonare (esalazione), il che significa che essa è articolata spingendo l'aria fuori dai polmoni e attraverso il tratto vocale, piuttosto che dalla glottide o dalla bocca.

## In italiano
L'italiano standard non possiede il suono [h], mentre la lettera h non ha un valore fonetico autonomo. Un'eccezione si può avere, "ma solo come realizzazione facoltativa, quando compare in interiezioni (ah, eh, ehm, oh, ecc.). In tal caso h può corrispondere ad una fricativa glottidale [...]. Accanto alla pronuncia usuale di ah, eh, ehm e simili ([a], [ɛ] o [e], [ɛm], più o meno prolungati), è quindi possibile sentire occasionalmente, specie in caso d'iterazione: [ha], [hɛ], [he], [hɛm], ecc.".

### Toscano
In Toscana, nella zona fiorentina, il fonema /h/ è l'usuale realizzazione dell'indebolimento del fonema italiano standard dell'occlusiva velare sorda e diventa una fricativa glottidale sorda.
Vi sono altre realizzazioni possibili, in certi casi ad esempio /k/ può semplicemente diventare fricativa [x], ma senza ulteriore indebolimento, mentre nel toscano occidentale (pisano, livornese e lucchese) l'indebolimento giunge al dileguo totale. In molte aree di questa zona geografica l'aspirazione continua però a persistere, sebbene si realizzi perlopiù come [x].  
- "Casa" [ˈka.za] (Italiano standard) [ˈha.za] (Toscano)
- "Poco" [ˈpɔ.ko] (Italiano standard) [ˈɸo.ho] (Toscano)
- "Così" [koˈzi] (Italiano standard) [hoˈzi] (Toscano)

## Latino
Nella lingua latina classica, la lettera H rappresentava il suono della fricativa glottidale sorda, fonema presente nel latino nativo in molte parole.
Era pronunciata aspirata, ed era quasi considerata come vocale anziché come consonante; di solito si trovava in posizione iniziale, ad eccezione di alcune parole come 'mihi'. 
Le consonanti aspirate vennero importate dal Greco; erano suoni non presenti nel Latino standard, come nel caso dei digrammi PH, TH, SH, CH, che in Greco erano rappresentati da lettere singole (Φ, Θ, Σ,χ). Queste trascrizioni permisero a tali suoni di entrare nella lingua latina, pronunciate rispettivamente come [pʰ], [tʰ], [sʰ] e [kʰ].
Tuttavia, il fonema della fricativa glottidale sorda scomparve nel periodo medioevale, così come le consonanti aspirate mutarono pronuncia. È ignoto però se cambiarono prima nelle rispettive consonanti fricative [ɸ],[θ],[ʃ] e [x], oppure persero l'aspirazione e divennero semplicemente pronunciate come le normali consonanti.
Il primo caso può essere probabile per quanto concerne la parola italiana "filosofia", che deriva dal latino "phĭlŏsŏphĭa", con pronuncia originale [pʰɪlɔˈsɔpʰɪa], per poi mutare in epoca classica in [ɸɪlɔ'sɔɸɪa]. Successivamente la consonante /ɸ/ sarebbe mutata in /f/ come nel caso delle parole italiane che derivano dal latino contenenti "PH" a "F".
- Hŏmo "Uomo, Essere Umano" [hɔmo]
- Hōra "Ora" [hoːrɐ]
- Mihi "a me, mi" [mɪˈhɪ]
- Harpȳia "Arpia" [harpˈyːja]
- Phĭlŏsŏphĭa "filosofia" [pʰɪlɔˈsɔpʰɪa]; [ɸɪlɔˈsɔɸɪa]
- Chŏrus "danza, coro" [kʰɔrʊs]; [xɔˈrʊ̃s]
- Karthago "Cartagine" [karˈtʰaɡo]; [karˈθaɡo]

## Altre lingue
| Lingua      | Lingua          | Parola          | IPA       | Significato        | Note                                                                                                   |
| ----------- | --------------- | --------------- | --------- | ------------------ | --- |
| Araba       | Standard        | هَاتِف‎            | [ˈhaːt̪if] | "telefono"         | Vedi Fonologia araba                                                                                   |
| Armeno      | Armeno          | հայերեն         | [hajɛɹɛn] | "armeno"           | |
| Avaro       | Avaro           | гьа             | [ha]      | "giuramento"       | |
| Basco       | Basco           | hirur           | [hiɾur]   | "questo"           | In quei dialetti (principalmente nordorientali) che pronunciano /h/, la /h/ in basco è più spesso muta |
| Ceceno      | Ceceno          | хIара/?         | [hara]    | "questo"           | |
| Copto       | Copto           | ϩρα             | [hra]     | "faccia"           | |
| Inglese     | Inglese         | high            | [ˈhaɪ]    | "alto"             | Vedi Fonologia inglese                                                                                 |
| Faroese     | Faroese         | Hon             | [hoːn]    | "ella"             | |
| Finlandese  | Finlandese      | hammas          | [hɑmːɑs]  | "dente"            | Vedi Fonologia finlandese                                                                              |
| Georgiano   | Georgiano       | ჰავა            | [hɑvɑ]    | "clima"            | |
| Tedesco     | Tedesco         | Hass            | [has]     | "odio"             | Vedi Fonologia tedesca                                                                                 |
| Hawaiiano   | Hawaiiano       | haka            | [haka]    | "scaffale"         | Vedi Fonologia hawaiiana                                                                               |
| Ebraico     | Ebraico         | הר‎              | [haʁ]     | "montagna"         | Vedi Fonologia ebraica                                                                                 |
| Hmong       | Hmong           | hawm            | [haɨ̰]     | "onorare"          | |
| Ungherese   | Ungherese       | helyes          | [hɛjɛʃ]   | "giusto"           | Vedi Fonologia ungherese                                                                               |
| Giapponese  | Giapponese      | すはだ suhada   | [sɯhada]  | "pelle nuda"       | Vedi Fonologia giapponese                                                                              |
| Coreano     | Coreano         | 호랑이 horang-i | [hoɾaŋi]  | "tigre"            | Vedi Fonologia coreana                                                                                 |
| Cabardo     | Cabardo         | тхылъхэ         | [tχɪɬhɑ]  | "librii"           | |
| Lao         | Lao             | ຫ້າ              | [haː˧˩]   | "cinque"           | |
| Leonese     | Leonese         | guaje           | [wahe]    | "ragazzo"          | |
| Navajo      | Navajo          | hastiin         | [hàsd̥ìːn] |                    | |
| Norvegese   | Norvegese       | hatt            | [hɑtː]    | "cappello"         | Vedi Fonologia norvegese                                                                               |
| Pashtu      | Pashtu          | هو              | [ho]      | "sì"               | |
| Persiano    | Persiano        | هفت‎             | [hæft]    | "sette"            | Vedi Fonologia persiana                                                                                |
| Pirahã      | Pirahã          | hi              | [hì]      | "egli"             | |
| Portoghese  | Brasiliano      | carro           | [ˈkahʊ]   | "auto"             | Realizzata anche come fricativa velare o uvulare. Vedi Fonologia portoghese                            |
| Rumeno      | Rumeno          | hăţ             | [həts]    | "briglia"          | Vedi Fonologia rumena                                                                                  |
| Spagnolo    | Molti dialetti  | obispo          | [o̞ˈβihpo̞] | "vescovo"          | Allofono di /s/. Vedi Fonologia spagnola                                                               |
| Spagnolo    | Alcuni dialetti | jaca            | [ˈhaka]   | "pony"             | corrisponde a /x/ in altri dialetti.                                                                   |
| Thailandese | Thailandese     | ห้า              | [haː˥˩]   | "cinque"           | |
| turco       | turco           | halı            | [häˈɫɯ]   | "tappeto"          | Vedi Fonologia turca                                                                                   |
| Ubykh       | Ubykh           | [dwaha]         | [dwaha]   | "preghiera"        | Vedi Fonologia ubykh                                                                                   |
| Vietnamita  | Vietnamita      | hư              | [hɯ]      | "corrotto; guasto" | Vedi Fonologia vietnamita                                                                              |